# 703 Noëmi
703 Noëmi è un asteroide della fascia principale. Scoperto nel 1910, presenta un'orbita caratterizzata da un semiasse maggiore pari a 2,1748757 au e da un'eccentricità di 0,1378544, inclinata di 2,45637° rispetto all'eclittica.
Il nome è in onore di Noëmi von Rothschild, moglie del barone Sigismund von Springer.